# Dow Jones & Company
Dow Jones & Company este un trust de presă american și furnizor de informații financiare.
Compania a fost înființată în anul 1882, sub numele Dow, Jones & Company de către Charles Henry Dow, Edward Davis Jones și Charles Milford Bergstresser, într-un mic birou de la un subsol de pe strada Wall Street nr 15, New York City.
Compania a început prin livrarea de buletine zilnice de știri către abonați.
Tot în anul 1882, compania înființează Dow Jones Newswires - companie subsidiară care funcționează ca agenție de știri de afaceri și furnizor de analize financiare.
Din anul 1883, compania începe tipărirea ziarului Customers' Afternoon Letter.
Acesta conținea deseori un articol numit "Morning Gossip" (adică zvonul dimineții).
În anul 1889, ziarul este redenumit în The Wall Street Journal.
La acea dată, ziarul conținea patru pagini și se vindea pentru doi cenți.
Publicarea unei reclame costa 20 de cenți pe linie.
În anul 1896, compania lanseanză indicele bursier Dow Jones Industrial Average.
În anul 1921, compania începe tipărirea revistei financiare Barron's.
La data de 1 august 2007, Dow Jones & Company și News Corporation au anunțat fuziunea celor două companii, în urma achiziției Dow Jones & Company de către News Corporation, într-o tranzacție în valoare de 5,6 miliarde USD.
În martie 2008, compania a achiziționat agenția de știri olandeză Betten Financial News.